# Marcel Villafranca

a Compétitions nationales et continentales officielles uniquement.

b Matchs officiels uniquement.
Marcel Villafranca, né le 22 octobre 1906 à Bordeaux et mort le 7 avril 1984 à Cestas, est un joueur de rugby à XV et de rugby à XIII international français évoluant au poste d'ailier dans les années 1920 et 1930.
Natif de Bordeaux, Marcel Villafranca dispute plusieurs saisons au sein du club de rugby à XV du S.A. Bordelais. En 1934, lors de l'arrivée du rugby à XIII en France, il rejoint à l'instar de nombreux joueurs ce nouveau code de rugby et le club nouvellement créé de Bordeaux XIII. Ses coéquipiers sont alors Marcel Nourrit, Raoul Bonamy, Robert Chabannes et André Saubion. Il y remporte le Championnat de France en 1937 marquant un essai en finale. Il est également appelé en équipe de France à plusieurs reprises mais ne compte qu'une sélection.

## Biographie
Marcel Villafranca naît le 22 octobre 1906 à Bordeaux. Son père, Isaac Villafranca, est pâtissier, tout comme sa mère Antoinette Gledine.
Il fait ses débuts au S.A. Bordelais en septembre 1928 en remplacement de Jardel sur l'aile, l'habituel ailier. Le S.A. Bordelais est un club qui réussit de bonnes performances en Championnat de France avec deux quarts de finale en 1930 battu par l'US Quillan d'Antonin Barbazanges et Jean Galia puis en 1932 battu par Lyon OU de Joseph Griffard et Roger Claudel, futur champion. Parallèlement, il est également l'un des meilleurs spécialistes français du 110 mètres haies disputant notamment la finale des Championnats de France d'athlétisme avec une médaille de bronze en 1932 et à des évènements internationaux
Composition de Bordeaux XIII :
En juillet 1934, il est cité comme Marcel Nourrit pour intégrer le néo-rugby, le rugby à XIII, importé par Jean Galia. Le club de Bordeaux XIII voit le jour et s'active pour recruter les joueurs en vogue dans les clubs de rugby à XV aux alentours. Le club bordelais se présente rapidement comme l'un des clubs phares du rugby à XIII grâce entre autres aux performances de Villafranca. Le club est vice-champion de France en 1935 puis finaliste du Championnat de France en 1936. La saison 1936-1937 est la consécration car le club remporte le Championnat de France 23-10 contre le club de Perpignan du XIII Catalan dans une finale où Villafranca marque un essai aux côtés de François Nouel, Nourrit, Henri Mounès, Raoul Bonamy, Albert Falwasser et Louie Brown.
Composition de la France :
Parallèlement, il est régulièrement cité et convoqué en équipe de France. Finalement, il prend part à sa première rencontre internationale le 26 avril 1936 contre la sélection nommée « Dominions » aux côtés de Max Rousié, Jean Galia, François Noguères et Roger Lanta, ce match n'est toutefois pas considéré comme une sélection officielle.

## Palmarès

### Rugby à XV

#### En club
| Saison    | Saison         | Championnat           | Championnat | Championnat | Championnat | Championnat | Championnat | Championnat |
| Saison    | Saison         | Compétition           | M           | Pts         | Ess.        | Pén.        | Tr.         | Dp.         |
| --------- | -------------- | --------------------- | ----------- | ----------- | ----------- | ----------- | ----------- | ----------- |
| 1928-1929 | S.A. Bordelais | Championnat de France | ?           | -           | -           | -           | -           | -           |
| 1929-1930 | S.A. Bordelais | Championnat de France | ?           | -           | -           | -           | -           | -           |
| 1930-1931 | S.A. Bordelais | Championnat de France | ?           | -           | -           | -           | -           | -           |
| 1931-1932 | S.A. Bordelais | Championnat de France | ?           | -           | -           | -           | -           | -           |
| 1932-1933 | S.A. Bordelais | Championnat de France | ?           | -           | -           | -           | -           | -           |
| 1933-1934 | S.A. Bordelais | Championnat de France | ?           | -           | -           | -           | -           | -           |

### Rugby à XIII
- Collectif : 
  - Vainqueur du Championnat de France : 1937 (Bordeaux).
  - Finaliste (ou vice-champion) du Championnat de France : 1935 et 1936 (Bordeaux).

#### Détails en sélection
Cette unique sélection se déroule lors d'une rencontre qui n'est pas considérée comme un match officiel.
| 1. | 26 avril 1936 | Dominions | 8-5 | Amical | Ailier | - | - | - | - |

#### Détails en club
| Saison    | Saison        | Championnat           | Championnat | Coupe           | Coupe      |
| Saison    | Saison        | Comp.                 | Class.      | Comp.           | Class.     |
| --------- | ------------- | --------------------- | ----------- | --------------- | ---------- |
| 1934-1935 | Bordeaux XIII | Championnat de France | 2e          | Coupe de France | 1/2 finale |
| 1935-1936 | Bordeaux XIII | Championnat de France | Finaliste   | Coupe de France | 1/2 finale |
| 1936-1937 | Bordeaux XIII | Championnat de France | Champion    | Coupe de France | 1/2 finale |
| 1937-1938 | Bordeaux XIII | Championnat de France | 1/2 finale  | Coupe de France | 1/4 finale |
| 1937-1938 | Dax XIII      | Championnat de France | 10e         | Coupe de France | 1/8 finale |
| 1938-1939 | Bordeaux XIII | Championnat de France | 1/2 finale  | Coupe de France | 1/2 finale |
| 1938-1939 | CA Brives     | Championnat de France | 11e         | Coupe de France | 1/8 finale |